# Огюст Жордан
Огюст Жордан або Густав Йордан (фр. Auguste Jordan, нім. Gustav Jordan; нар. 21 лютого 1909, Лінц, Австро-Угорщина — пом. 17 травня 1990, Шато-Тьєррі, Ена, Пікардія, Франція) — австрійський і французький футболіст, що грав на позиції півзахисника. По завершенні ігрової кар'єри — футбольний тренер. Учасник третього чемпіонату світу.

## Клубна кар'єра
З п'ятнадцяти років виступав в основі команди ЛАСК (Лінц). В її складі декілька разів перемагав у чемпіонатах Верхньої Австрії. В сезоні 1930/31 «Лінцер» став переможцем аматорського чемпіонату Австрії. Густав Йордан брав участь у першому фінальному матчі проти земляків із «Грацера», який завершився внічию (1:1).
Своєю грою привернув увагу керівництва столичного клубу «Флорідсдорфер». У першому сезоні, з 16 забитими м'ячами, ввійшов до п'ятірки найвлучніших гравців ліги: Антон Шалль — 22, Франц Веселик — 21, Маттіас Кабурек — 19, Йозеф Адельбрехт — 16. У наступному чемпіонаті забив вдвічі менше голів, але знову став найкращим бомбардиром своєї команди.
Після феєричної перемоги «вундертіму» у лютому 1933 року над господарями «Парк де Пренсу», зросла зацікавленість керівників французьких клубів у послугах австрійських футболістів. Відразу після матчу, контракт з «Расінгом» оформив голкіпер збірної Рудольф Гіден, а Густав Йордан приєднався до складу парижан у міжсезоння.
Найуспішнішим став сезон 1935/36, під керівництвом англійського фахівця Джорджа Кімптона «Расінгу» вдалося зробити дубль. У підсумковій таблиці чемпіонату парижани набрали на три пункти більше від «Олімпіка» з Лілля, а в фіналі національного кубка здобули мінімальну перемогу над командою другого дивізіону «Шарлевіль» (1:0). У всіх іграх першості брали участь двоє футболістів: Едмон Дельфур і Огюст Жордан.
В наступних сезонах клуб ще тричі св'яткував перемоги у кубку Франції, у вирішальних поєдинках столична команда була сильнішою від: 1938/39 — «Олімпіка» з Лілля (3:1), 1939/40 — «Олімпіка» з Марселя (2:1) і 1944/45 — «Лілля» (3:0). Окрім Жордана, в чотирьох фінальних матчах, брав участь лише захисник Моріс Дюпюї. Чемпіонати 1934/35, 1936/37 і 1938/39 «Расінг» завершував на третій позиції.
Завершив професійну ігрову кар'єру в іншому столичному клубові — «Ред Старі», за який провів у сезоні 1947/48 чотири зустрічі. З 1933 по 1948 рік провів у чемпіонаті Франції 200 матчів (10 голів), у кубку Франції — 40 матчів (3 голи).

## Виступи за збірну
В 30-х роках керівництво австрійського футболу не викликало до лав збірної футболістів, які виступали за іноземні клуби. У 1937 році Огюст Жордан отримав французьке громадянство і відповідно, можливість виступати за національну команду цієї країни. Дебют відбувся 30 січня 1938 року. На «Парк де Пренс», господарі поля здобули перемогу над збірною Бельгії (5:3). Навесні провів ще два матчі і потрапив до заявки на світову першість.
Третій чемпіонат світу приймала Франція. У першому матчі Жан Ніколя і Еміль Венант тричі відзначилися у воротах голкіпера збірної Бельгії, і остаточний рахунок гри — 3:1. Але вже в чвертьфіналі «рідні стіни» не допомогли французам. Перший тайм зі збірною Італії завершився внічию, а в другій половині гри не вдалося втримати Сільвіо Піолу. Огюст Жордан брав участь в обох поєдинках.
До складу збірної залучався протягом наступних семи років. Провів відносно невелику кількість матчів — всього шістнадцять, але у роки Другої світової війни міжнародні зустрічі майже не проводилися. Забив один гол у ворота збірної Англії.

## Кар'єра тренера
У січні 1941 року була створена команда «Епіналь» і першим її тренером став Огюст Жордан. По завершенні сезону повернувся до складу «Расінга». У другій половині 40-х років, по одному сезону, очолював столичний «Ред Стар» і марсельський «Олімпік». У першій команді був граючим тренером.
12 червня 1950 року Саарський футбольний союз став офіційним членом ФІФА. На посаду головного тренера збірної був запрошений Огюст Жордан. Під його керівництвом команда провела чотири матчі. Здобула дві перемоги над другою збірною Швейцарії і поділила очки в іграх проти другої збірної Австрії. Одночасно очолював і базовий клуб — «Саарбрюкен». В сезоні 1951/52 команда здобула перемогу в східній групі Оберліги і грала у фіналі чемпіонату Німеччини (поразка від «Штутгарта» з рахунком 2:3).
З 1953 по 1958 рік працював у рідному «Расінгу». У першому сезоні парижани здобули путівку до Ліги 1. В еліті французького футболу команда Жордана була міцним середняком, найкращий результат — четверте місце (1956/57). Лідером того складу був Тадеуш Сизовський — найрезультативніший гравець в історії клубу (152 голи).
У січні 1963 року очолив бельгійський «Стандард». Цей сезон команда з Льєжа завершила на першому місці, а наступного року була третьою.

## Досягнення
- Чемпіон Франції (1):

«Расінг» (Париж): 1936
- Володар кубка Франції (4):

«Расінг» (Париж): 1936, 1939, 1940, 1945
- Чемпіон Австрії серед аматорів (1):

ЛАСК (Лінц): 1931
- Чемпіон Верхньої Австрії (6):

ЛАСК (Лінц): 1924, 1925, 1927, 1929, 1930, 1931
- Чемпіон Бельгії (1):

«Стандард» (Льєж): 1963 (тренер)
- Віце-чемпіон Німеччини (1):

«Саарбрюкен»: 1952 (тренер)

## Статистика
Статистика виступів в офіційних матчах:
| Сезон             | Команда           | Чемпіонат         | Чемпіонат | Чемпіонат | Кубок | Кубок | Збірна | Збірна |
| Сезон             | Команда           | Ліга              | Ігри      | Голи      | Ігри  | Голи  | Ігри   | Голи   |
| ----------------- | ----------------- | ----------------- | --------- | --------- | ----- | ----- | ------ | ------ |
| 1931/32           | «Флорідсдорфер»   | Д-1               | 21        | 16        | 1     | 0     | —      | —      |
| 1932/33           | «Флорідсдорфер»   | Д-1               | 19        | 8         | 5     | 2     | —      | —      |
| 1933/34           | «Расінг»          | Д-1               | 25        | 4         | 3     | 2     | —      | —      |
| 1934/35           | «Расінг»          | Д-1               | 24        | 2         | 1     | 0     | —      | —      |
| 1935/36           | «Расінг»          | Д-1               | 30        | 2         | 7     | 1     | —      | —      |
| 1936/37           | «Расінг»          | Д-1               | 26        | 0         | 4     | 0     | —      | —      |
| 1937/38           | «Расінг»          | Д-1               | 27        | 1         | 4     | 0     | 5      | 1      |
| 1938/39           | «Расінг»          | Д-1               | 27        | 0         | 4     | 0     | 5      | 0      |
| 1939/40           | «Расінг»          | —                 | —         | —         | 1     | 0     | 1      | 0      |
| 1941/42           | «Расінг»          | —                 | —         | —         | 3     | 0     | 2      | 0      |
| 1942/43           | «Расінг»          | —                 | —         | —         | 3     | 0     | —      | —      |
| 1943/44           | «Париж-Капітал»   | —                 | —         | —         | 3     | 0     | —      | —      |
| 1944/45           | «Расінг»          | —                 | —         | —         | 3     | 0     | 2      | 0      |
| 1945/46           | «Расінг»          | Д-1               | 31        | 1         | 4     | 0     | 1      | 0      |
| 1946/47           | «Расінг»          | Д-1               | 6         | 0         | —     | —     | —      | —      |
| 1947/48           | «Ред Стар»        | Д-1               | 4         | 0         | —     | —     | —      | —      |
| Усього за кар'єру | Усього за кар'єру | Усього за кар'єру | 240       | 34        | 46    | 5     | 16     | 1      |

Тренерська статистика:
| Турнір                  |    |     |     |    |     |     |      |
| Турнір                  | С  | І   | В   | Н  | П   | О   | %    |
| ----------------------- | -- | --- | --- | -- | --- | --- | ---- |
| Чемпіонат Франції       | 6  | 204 | 79  | 41 | 84  | 199 | 48,8 |
| Чемпіонат Франції (Д-2) | 1  | 40  | 26  | 6  | 8   | 58  | 72,5 |
| Кубок Франції           | 7  | 13  | 5   | 1  | 7   | 11  | 42,3 |
| Кубок Шарля Драго       | 5  | 12  | 7   | 0  | 5   | 14  | 58,3 |
| Чемпіонат Бельгії       | 2  | 45  | 26  | 10 | 9   | 62  | 68,9 |
| Кубок Бельгії           | 1  | 2   | 1   | 1  | 0   | 3   | 75,0 |
| Кубок ярмарків          | 1  | 2   | 1   | 0  | 1   | 2   | 50,0 |
| Збірна Саару            | 2  | 4   | 3   | 0  | 1   | 6   | 75,0 |
| Усього                  | 11 | 322 | 148 | 59 | 115 | 355 | 55,1 |

Статистика виступів на чемпіонаті світу:
| 1/8 фіналу 5 червня 1938 |

| Франція                   | 3 — 1 | Бельгія      |
| ------------------------- | ----- | ------------ |
| Венант 1' Ніколя 11', 69' | Звіт  | Ісемборг 19' |

| «Олімпійський стадіон Ів дю Мануар» (Коломб) Глядачів: 30 454 |

Франція: Лоран Ді Лорто, Ектор Касенаве, Етьєн Маттле (), Жан Бастьєн, Огюст Жордан, Рауль Дьянь, Альфред Астон, Оскар Ессерер, Жан Ніколя, Едмон Дельфур, Еміль Венант. Тренер — Гастон Барро.
Бельгія: Арнольд Баджу, Робер Паверік, Корнель Сейс, Жан ван Альфен, Еміль Стейнен (), Альфонс Де Вінтер, Шарль Ванден Ваувер, Бернар Ворхоф, Анрі Ісемборг, Раймон Брен, Нан Буйле. Тренер — Джек Батлер.
| 1/4 фіналу 12 червня 1938 |

| Франція     | 1 — 3 | Італія                      |
| ----------- | ----- | --------------------------- |
| Ессерер 10' | Звіт  | Колауссі 10' Піола 52', 72' |

| «Олімпійський стадіон Ів дю Мануар» (Коломб) Глядачів: 58 455 |

Франція: Лоран Ді Лорто, Ектор Касенаве, Етьєн Маттле (), Жан Бастьєн, Огюст Жордан, Рауль Дьянь, Альфред Астон, Оскар Ессерер, Жан Ніколя, Едмон Дельфур, Еміль Венант. Тренер — Гастон Барро.
Італія: Альдо Олів'єрі, Альфредо Фоні, П'єтро Рава, П'єтро Серантоні, Мікеле Андреоло, Уго Локателлі, Амедео Б'яваті, Джузеппе Меацца (), Сільвіо Піола, Джованні Феррарі, Джино Колауссі. Тренер — Вітторіо Поццо.